# Procès-Verbaux de la Société d'Histoire Naturelle de l'Île Maurice
Procés-verbaux de la Société d'Histoire Naturelle de¹l'Ile Maurice (abreviado Procès-Verbaux Soc. Hist. Nat. Ile Maurice) fue una revista científica con ilustraciones y descripciones botánicas que fue publicada en Port Louis desde 1842 hasta 1846. Fue precedida por Rapport annuel sur les travaux de la société d'histoire naturelle del'Île Maurice.